# Racine dentaire
Pour les articles homonymes, voir Racine.

Détail d'une molaire humaine.
1. Dent 2. Émail dentaire 3. Dentine 4. Pulpe dentaire 5. 6. 7. Cément 8. Couronne 9. 10. 11. collet 12. Racine dentaire 13. 14. 15. 16. Sulcus gingivae
17. Parodonte 18.Gencive 19. 20. 21. 22. Ligament alvéolo-dentaire 23. Os alvéolaire 24. 25. 26. 27. canal alvéolaire

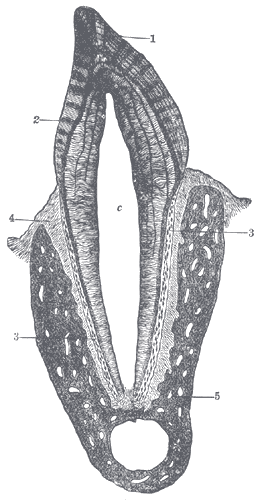
Coupe de dent, racine no 3

La racine dentaire (ou racine d'une dent) est la portion de la dent qui se trouve dans l'os alvéolaire, situé dans l'os basal du processus alvéolaire du maxillaire ou de la partie alvéolaire de la mandibule.

## Description
La racine dentaire est surmontée de la couronne dentaire dont elle est séparée par le col de la dent.
Elle est constituée de dentine recouverte d'une couche de cément.
Elle est reliée et fixée à l'os alvéolaire par le ligament alvéolo-dentaire formant une syndesmose dento-alévéolaire (ou improprement gomphose) .
Elle se termine par l'apex de la racine de la dent.
Une dent peut avoir une ou plusieurs racines. Le nombre de racines est généralement constant pour un type de dents donné, avec quelques variations possibles formant des racines accessoires
- Dents monoradiculées : incisives, canines
- Dents biradiculées : prémolaires
- Dents triradiculées : molaires

Le niveau où plusieurs racines d'une dent se séparent est appelé furcation.

## Aspect clinique
Contrairement à la couronne, la racine n'est pas protégée par l'émail, mais par le cément, beaucoup plus fin. L'hypersensibilité dentinaire est donc très fréquente lorsque la racine est dénudée. Ceci peut arriver soit à la suite d'une maladie parodontale, soit à la suite d'une récession parodontale due à des forces excessives exercées sur les dents (bruxisme ou brossage traumatisant).